# Kai Xuan Men Mansion
La Kai Xuan Men Mansion (凯旋门大厦) est un gratte-ciel de 145 mètres de hauteur situé à Tianjin dans le nord de la Chine. Il a été construit en 1994. À l'époque c'était le premier gratte-ciel de Chine en forme d'arche.
La surface de plancher de l'immeuble est de 54 000 m2.
À sa construction en 1994 c'était l'un des plus hauts immeubles de Tianjin.